# Chiesa di San Bartolomeo (Oneta)
La chiesa di San Bartolomeo è il principale luogo di culto cattolico di Chignolo d'Oneta frazione di Oneta in alta Val del Riso, in provincia e diocesi di Bergamo.

## Storia
Nell'archivio diocesano di Bergamo si conserva il documento che indica la posa il 1º settembre 1472 da parte del vescovo Giovanni Buccelleni, della prima pietra per una chiesa da dedicare a san Bartolomeo Apostolo.

Il 29 giugno 1514 nella località fu consacrata la chiesa dedicata a san Bartolomeo Apostolo dal vescovo di Pola Cristoforo Mangiacino, questo è indicato nei verbali del vescovo di Bergamo Federico Corner. La medesima data è incisa nella lapide posta nella chiesa di Oneta intitolata a Maria Assunta della quale era suffraganea.

La chiesa di San Bartolomeo è inserita negli atti della visita pastorale di san Carlo Borromeo dell'autunno del 1575, associata alla chiesa di Santa Maria Assunta di Oneta. I documenti indicano che data la lontananza dal capoluogo, la chiesa aveva funzione cimiteriale e manteneva un cappellano che somministrava i sacramenti, venendo poi smembrata da quella di Oneta il 3 maggio 1627. L'atto fu redatto a Ponte Nossa il medesimo anno in cui fu elevata a parrocchia dal vescovo Federico Corner, venendo consacrata dal vescovo Antonio Redetti il 4 settembre 1758.  Lo smembramento non fu cosa facile e subito accettata dalla comunità di Oneta, ma la comunità proprio per la sua lontananza dalla parrocchia, godeva di una certa autonomia economica, fu infatti inserito una nota nell'atto: 
(Atto di separazione della chiesa di san Bartolomeo dalla parrocchia di Santa Maria Assunta di Oneta-3 maggio 1627)
Negli atti della visita del vescovo Gregorio Barbarigo risalente al 1658 si evince che la chiesa godeva del giuspatronato della vicinia cittadina governata dai sindaci che erano eletti dai parrocchiani e che provvedevano alla vendita di grano. Il ricavato di queste vendite servita a pagare il curato di 535 lire annue, e a provvedere a opere di abbellimento dell'edificio di culto. La chiesa aveva eretta anche la Scuola del Rosario.
La torre campanaria fu edificata nel 1680 e nuovamente completata dalla cella campanaria con cinque campane in tonalità La bemolle maggiore nel 1946 dopo che quelle antiche furono state sequestrate durante la seconda guerra mondiale. Nel 1860 fu posto l'organo lavoro della ditta Perolini di Villa d'Ogna.

## Descrizione

### Esterno
La chiesa è posta nella parte centrale della frazione lungo il pendio la collina della Val del Riso con il classico orientamento est/ovest, la strada comunale accompagna fino al sagrato di piccole dimensioni, ma che circonda completamente l'edificio di culto. La facciata è preceduta da un portico con tre aperture a nord e una a nord a tutto sesto e presenta sulla parte superiore un ovale affrescato con l'immagine di san Bartolomeo Apostolo, e un'apertura rettangolare atta a illuminare l'aula.

### Interno
La chiesa a navata unica e si sviluppa su tra campate divise da lesene complete di capitelli corinzi che sorreggono il cornicione che percorre tutta l'aula. Ogni campata ha archi sfondati che presentano nella prima campata a sinistra il fonte battesimale chiuso dentro un'alta cancellata, e di fronte il confessionale. Nella seconda campata vi sono le due entrate laterali.
Di buona fattura è l'altare ligneo dell'Annunciazione del 1672 completo di paliotto raffigurante l'angelo Gabriele e la Vergine con quattro angeli.
Il presbiterio a pianta rettangolare con copertura da volta a botte, è sopraelevato da due gradini in marmo di Zandobbio e completo del coro ligneo con l'abside terminante con la tela seicentesca firmata Giovanni Laudis raffigurante la Madonna con i santi Pietro, Bartolomeo e Stefano. La volta del presbiterio è affrescata con le immagini degli evangelisti. La tela raffigurante la Sacra Famiglia presenta affinità con le opere di Antonio Allegri, e tre medaglioni posti sulla volta della navata raffigurano Martirio di san Bartolomeo, Santissima Trinità e l'Annunciazione lavori dell'albinese Guglielmo Lecchi del 1913. La navata è decorata da lunette dove sono dipinti a fresco i quattro evangelisti e angeli, mentre la controfacciata ha il dipinto posto in un ovale del Primato di Pietro. L'aula presenta gli altari intitolati alla Madonna del Rosario, san Luigi Gonzaga, e san Giuseppe.
Nel presbiterio, in cornu Epistolae, è presente l'organo fabbricato da Luigi Perolini nel 1860.